# Rhododendron shimenense
Rhododendron shimenense är en ljungväxtart som beskrevs av Q.X. Liu och C.M. Zhang. Rhododendron shimenense ingår i släktet rododendron, och familjen ljungväxter. Inga underarter finns listade i Catalogue of Life.